# 单序草
单序草（学名：Polytrias amaura），为禾本科单序草属下的一个植物种。